# Lago del Corlo
Il lago del Corlo (anche lago di Corlo e lago di Arsiè) è un bacino artificiale interamente compreso nel comune di Arsiè, in provincia di Belluno, Feltrino, realizzato nel 1954 con la costruzione di una diga lungo il torrente Cismon. Trae il nome dal Corlo, una piccola borgata situata nei pressi dello sbarramento.
L'invaso ha forma allungata e inizia a valle di Giaroni di Fonzaso, ma il livello delle acque è molto variabile; dopo il paese di Rocca, che sorge lungo la riva destra, si restringe ulteriormente, tant'è che viene attraversato da due ponti.

## Storia
L'area occupata oggi dal lago era un tempo nota come piana del Ligont. Si trattava di una zona ricca di acqua e fertile, quasi interamente coltivata a pannocchie e tabacco. Andando verso sud si faceva più brulla e sassosa e vi si estraeva materiale da costruzione. Ai margini sorgevano la frazione Rocca e alcune borgate minori.
Dopo la costruzione della diga, vennero sommersi gli abitati di Giuliat, Carrer, Caballau e Chiesa, mentre Carazzagno, Forcelletti, Zanetti e Corlo, trovandosi sulla riva sinistra del Cismon, rimasero isolate da Rocca. Anche quest'ultima fu in parte colpita e della vecchia parrocchiale si poté preservare solo il campanile. Su circa tremila residenti, duemilacinquecento dovettero emigrare.

## Dati sullo sbarramento
- Tipologia diga: doppio arco, a doppia curvatura (cupola)
- Inizio lavori: 1951
- Termine lavori: 1953
- Altezza sul piano dell'alveo a valle: 68 m
- Altezza dal punto delle fondazioni: 71 m
- Volume della diga: 25.335 m³
- Superficie: 2,45 km²
- Superficie del bacino imbrifero: 628 km²
- Altitudine alla massima regolazione; 268 m s.l.m.
- Altitudine al massimo invaso: 268 m s.l.m.
- Quota massima del bacino imbrifero: 3184 m s.l.m.
- Profondità massima: 68 m
- Volume bacino: 48,8 milioni di m³

## Galleria d'immagini

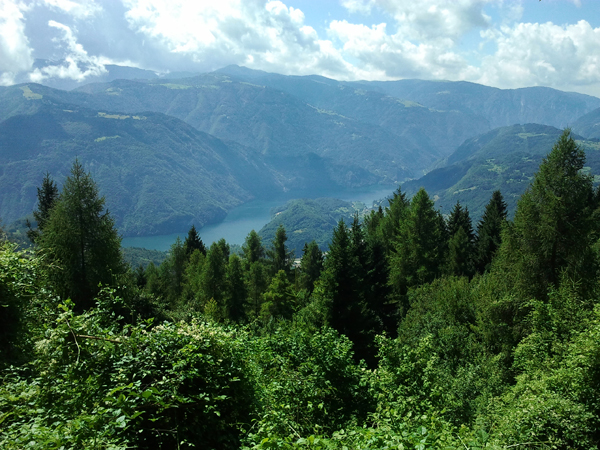
Il lago visto dalla Cima di Lan.
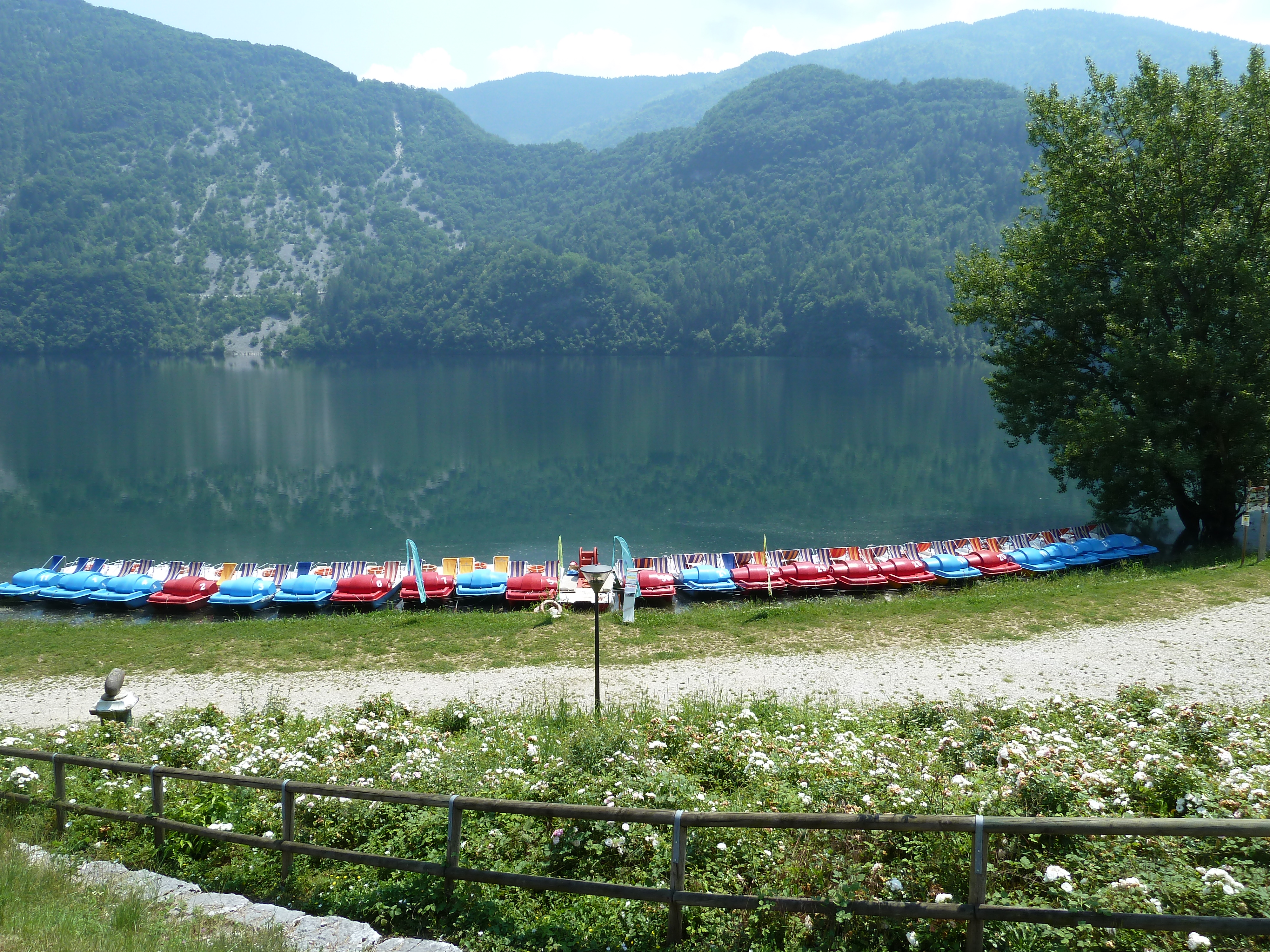
Pedalò sulla spiaggia.
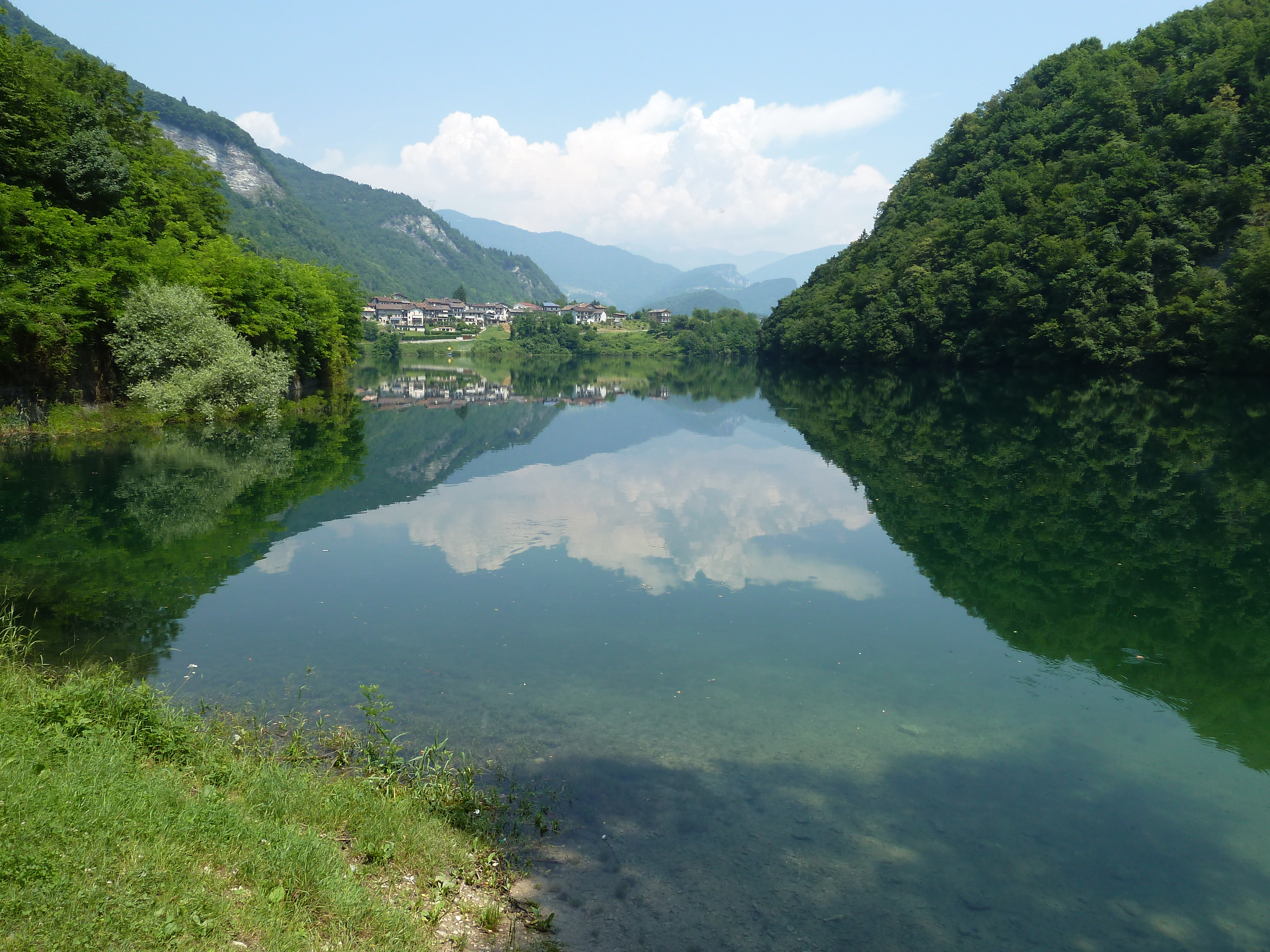
Vista verso Nord.